# 후자와촌
후자와촌''(布沢村)은 후쿠시마현 미나미아이즈군에 있던 촌이다. 현재의 다다미정 동부, 이나강 지류인 누노자와강 유역에 해당한다.

## 역사
- 1889년 4월 1일 - 정촌제 시행에 의해 2촌의 구역으로 성립하였다.
- 1940년 11월 5일 - 고야나촌, 야하타촌과 합병해 메이와촌이 성립하여, 동일 후자와촌이 폐지되었다.

## 참고문헌
- 角川日本地名大辞典 7 福島県